# Leucanopsis squalida
Leucanopsis squalida là một loài bướm đêm thuộc phân họ Arctiinae, họ Erebidae.